# Michiko Akao
Michiko Akao (japanisch 赤尾 三千子; * 1949 in Tokio) ist eine japanische Yokobuespielerin.

## Leben
Akao beherrscht drei Typen der japanischen Querflöte Yokobue: die Ryūteki, Nohkan und Shinobue. Ausgehend von dieser traditionellen Schule wandte sie sich der zeitgenössischen Musik zu und vergab mehr als vierzig Kompositionsaufträge u. a. an Carl Stone, Toshi Ichiyanagi, Joji Yuasa, Hikaru Hayashi und Akira Nishimura. Neben Auftritten mit den großen Sinfonieorchestern  Japans unternahm sie Konzerttourneen durch Asien, Europa und Nordamerika.
In den USA debütierte sie 1972 mit der Uraufführung von Maki Ishiis SOGU II mit dem San Francisco Symphony Orchestra unter Leitung von Seiji Ozawa. 1990 wirkte sie an dem multimedialen Projekt Legend of the Water Flame mit dem Komponisten Maki Ishii, dem Lyriker Makoto Ōoka, der Schauspielerin Kayoko Shiraishi, dem Tänzer Min Tanaka und dem Perkussionisten Yasunori Yamaguchi mit. 2001 produzierte und performte sie mit Stomu Yamashta, Hideo Kanze und Yusho Kojima am National Noh Theater in Tokio das Stück Sanzeon.
Im Jahr 2003 spielte sie mit dem Tallin Chamber Orchestra unter Andreas Mustonen in Tallinn die Welturaufführung von Isao Matsushitas Kisaragi-Ni. In Deutschland spielte sie 2004 Serpent in the Sky von Akira Nishimura mit der Württembergischen Philharmonie Reutlingen unter Leitung von Norichika Iimori. In Osaka spielte sie 2005 Gioh von Maki Ishii mit dem Osaka Century Orchestra und dem Dirigenten Kazuhiro Koizumi. Mit dem Sinfonieorchester Hiroshima unter Leitung seines Musikdirektors Kazuyoshi Akiyama spielte sie 2007 Ikuma Dans Komposition Hiroshima.

## Anmerkung
1. ↑  Die Yokobue ist eine japanische Querflöte aus Bambus.

| Personendaten    | Personendaten                               |
| ---------------- | ------------------------------------------- |
| NAME             | Akao, Michiko                               |
| KURZBESCHREIBUNG | japanische Yokobuespielerin (Querflötistin) |
| GEBURTSDATUM     | 1949                                        |
| GEBURTSORT       | Tokio                                       |